# 고나카역
고나카역(일본어: 小中駅, こなかえき)은 일본 군마현 미도리시에 있는 와타라세 계곡 철도 와타라세 계곡선의 역이다. 역 번호는 WK11이다. 개통 시부터 무인역이다.

## 역 구조
개통 초기부터 1면 1선의 단선 승강장이다. 대합실과 화장실이 설치된 역이다. 역 이용자의 주차장이 국도 제122호선의 고나카 신호 교차점에서 기류 방향으로 50m 왼쪽에 있다.
미니 물방아가 있고, 국도 입구의 안내판이 설치되어 있다.

## 역 주변
- 국도 제122호선

## 역사
- 1912년 12월 31일: 아시오 철도의 역으로 영업 개시.
- 1918년 6월 1일: 국유화되어 국유철도 아시오 선의 역이 됨.
- 1987년 4월 1일: 국철 분할 민영화로 동일본여객철도의 역이 됨.
- 1989년 3월 29일: JR 아시오 선의 제3섹터 철도화로 와타라세 계곡 철도의 역이 됨.

## 인접역
| ■ 와타라세 계곡 철도 와타라세 계곡선 | ■ 와타라세 계곡 철도 와타라세 계곡선 | ■ 와타라세 계곡 철도 와타라세 계곡선 |
| ------------------------------------ | ------------------------------------ | ------------------------------------ |
| WK10 나카노 기류 방면                |                                      | 고도 WK12 마토 방면                  |